# Jekaterina Alexandrowna Marennikowa
Jekaterina Alexandrowna Marennikowa (russisch Екатерина Александровна Маренникова; * 29. April 1982 in Leningrad/Sowjetunion) ist eine ehemalige russische Handballspielerin. Ihre Körpergröße beträgt 1,74 m. Sie ist verheiratet mit Edward Marennikow.

## Karriere
Marennikowa, die zuletzt für den russischen Club GK Kuban Krasnodar spielte und für die russische Nationalmannschaft auflief, wurde meist auf Linksaußen eingesetzt.
Sie begann bei Tremp-Spartak Sankt Petersburg mit dem Handballspiel. Für diesen Verein debütierte sie auch in der ersten russischen Liga, bevor sie 2004 zum Spitzenclub GK Lada Toljatti wechselte. Mit den Frauen aus der Autostadt gewann sie 2005, 2006 und 2008 die russische Meisterschaft sowie 2012 den EHF-Pokal; 2007 wurde sie Vizemeisterin und zog ins Finale der EHF Champions League ein. Marennikowa wechselte im Sommer 2012 zu Swesda Swenigorod. Mit Swesda gewann sie 2014 den russischen Pokal. 2016 schloss sie sich GK Kuban Krasnodar an. Nach der Saison 2016/17 beendete sie ihre Karriere.
Jekaterina Marennikowa bestritt 128 Länderspiele für die russische Nationalmannschaft. Mit Russland wurde sie 2005 im eigenen Land Weltmeisterin, bei der Handball-Europameisterschaft der Frauen 2006 gewann sie Bronze. Bei der WM 2007 in Frankreich fehlte sie verletzungsbedingt. Bei den Olympischen Spielen 2008 holte sie die Silbermedaille. Im Sommer 2012 nahm sie an den Olympischen Spielen in London teil. Bei den Olympischen Spielen 2016 in Rio de Janeiro gewann sie die Goldmedaille.
Marennikowa übernahm im Januar 2022 das Traineramt von Lada Toljatti, bei dem sie ab 2019 als Co-Trainerin tätig war. Nach der Saison 2022/23 wurde ihr Trainerposten neu besetzt und sie wurde Co-Trainerin der zweiten Mannschaft von Lada Toljatti. Zur Saison 2024/25 übernahm Marennikowa erneut die erste Mannschaft von Lada Toljatti, die sie bis zum April 2025 trainierte.